# José Díaz (zapaśnik)
José Daniel Díaz Robertti (ur. 22 lutego 1989) – wenezuelski zapaśnik. Dwukrotny olimpijczyk. Siedemnasty w Londynie 2012 w wadze 84 kg i osiemnasty w Rio de Janeiro 2016 w kategorii 97 kg.
Zajął jedenaste miejsce na mistrzostwach świata w 2015 i 2018 roku. 
Srebrny medal na igrzyskach panamerykańskich w 2019 i 2023; brązowy w 2011 i 2015. Zdobył jedenaście medali w mistrzostwach panamerykańskich, złoty w 2011 i 2016. Złoty medalista igrzysk Ameryki Południowej w 2018 i 2022. Pierwszy na igrzyskach Ameryki Środkowej i Karaibów w 2023 i trzeci w 2010, 2014 i 2018. Złoto igrzysk boliwaryjskich w 2013 i 2017, a srebro w 2009 i 2022 roku.
Zapaśnicy Ricardo Roberty i César Roberty to jego kuzyni.